# Петровија
Петровија је насељено место у саставу града Умага у Истарској жупанији, Хрватска. До територијалне реорганизације у Хрватској налазила се у саставу старе општине Бује.

## Становништво
На попису становништва 2011. године, Петровија је имала 467 становника.

## Попис1991.
На попису становништва 1991. године, насељено место Петровија је имало 623 становника, следећег националног састава:
| Попис 1991.‍  | Попис 1991.‍  | Попис 1991.‍ | Попис 1991.‍ | Попис 1991.‍ |
| ------------ | ------------ | ----------- | ----------- | ----------- |
|              |              |             |             |             |
| Хрвати       | Хрвати       |             | 246         | 39,48%      |
| Италијани    | Италијани    |             | 144         | 23,11%      |
| Срби         | Срби         |             | 32          | 5,13%       |
| Словенци     | Словенци     |             | 14          | 2,24%       |
| Југословени  | Југословени  |             | 13          | 2,08%       |
| Муслимани    | Муслимани    |             | 5           | 0,80%       |
| Албанци      | Албанци      |             | 4           | 0,64%       |
| Мађари       | Мађари       |             | 1           | 0,16%       |
| Немци        | Немци        |             | 1           | 0,16%       |
| остали       | остали       |             | 3           | 0,48%       |
| неопредељени | неопредељени |             | 15          | 2,40%       |
| регион. опр. | регион. опр. |             | 144         | 23,11%      |
| непознато    | непознато    |             | 1           | 0,16%       |
| укупно: 623  |              |             |             |             |